# Even After 10 Years (singolo)
Even After 10 Years (10년이 지나도?, 10nyeon-i jinadoLR) è un singolo del cantante e produttore sudcoreano J.Y. Park, pubblicato nel 1998 come parte del suo quarto album in studio, Even After 10 Years. Il brano è considerato uno dei classici della carriera dell'artista e rappresenta uno degli esempi più noti del suo stile melodico ed emotivo.

## Descrizione
Il brano, interamente scritto e prodotto da J.Y. Park, si distingue per il suo testo malinconico e riflessivo, che esplora il tema dell'amore eterno e dei ricordi persistenti anche dopo molti anni. Musicalmente, Even After 10 Years combina elementi di k-pop con arrangiamenti tipici delle ballate romantiche della fine degli anni '90, caratterizzandosi per una melodia lenta e un'interpretazione vocale intensa.

## Contesto e ricezione
Even After 10 Years fa parte di Even After 10 Years, album che ha segnato un importante momento nella carriera di J.Y. Park, consolidandolo come uno dei principali artisti e produttori del panorama musicale sudcoreano. L'album include anche altri successi come Honey, che ha dominato le classifiche dell'epoca. Nonostante la sua popolarità, Even After 10 Years è ricordato soprattutto per la profondità emotiva e per il forte impatto sul pubblico.

## Crediti
- Voce e composizione: J.Y. Park
- Produzione: J.Y. Park